# Milena Pavlović-Barili
Milena Pavlović-Barili (uneori ortografiat Barilli, în sârbă Милена Павловић-Барили; n. 5 noiembrie 1909, Požarevac, Regatul Serbiei – d. 6 martie 1945, New York City, New York, SUA) a fost o pictoriță și poetă sârbă. Este cea mai notabilă artistă a modernismului sârb.

## Biografie
Tatăl ei, italianul Bruno Barilli, a fost un compozitor influent. Mama ei, de origine sârbă, Danica Pavlović-Barili, este descendentă a dinastiei Karagheorghević, care a servit ca doamnă în așteptare a reginei Maria a Iugoslaviei și a fost însărcinată cu îmbunătățirea limbii sârbești a reginei. De asemenea, a fost superintendentă la curtea regelui Alexandru I al Iugoslaviei, care îi era văr de-al doilea. Danica a avut și talent artistic și a studiat artă la München, unde l-a cunoscut pe soțul ei Bruno Barilli în 1905, cu care s-a căsătorit într-o ceremonie ortodoxă 4 ani mai târziu în orașul Pozarevac.
Milena însăși a studiat la Școala Regală de Arte din Belgrad, Serbia (1922-1926) și la München (1926-1928). La începutul anilor 1930, a părăsit Serbia și s-a întors doar pentru scurte vizite până la izbucnirea celui de-al Doilea Război Mondial. În timpul șederilor sale în Spania, Roma, Paris și Londra, unde a socializat cu Jean Cocteau și André Breton, a fost influențată de numeroase școli și artiști occidentali, în special Giorgio de Chirico. După 1939, a trăit și a lucrat în New York, unde cariera sa a atins apogeul ca ilustrator pentru Vogue, Harper's Bazaar și alte publicații ale agenției de publicitate J. Walter Thompson. În 1941, a apărut în A Douăzecea Anuală de Artă Publicitară și, înainte de moarte, i s-a cerut să proiecteze costume pentru baletul lui Gian Carlo Menotti, Sebastian, și o producție a Visului unei nopți de vară. Acestea nu au fost niciodată finalizate. A murit într-un accident de călărie la vârsta de 35 de ani. A fost incinerată, conform dorințelor soțului ei american, și îngropată într-un cimitir din Roma. Munca ei inovatoare și care depășea tabuurile vremii a fost expusă în galerii din întreaga lume, ideile sale fiind frontul mișcării suprarealiste.

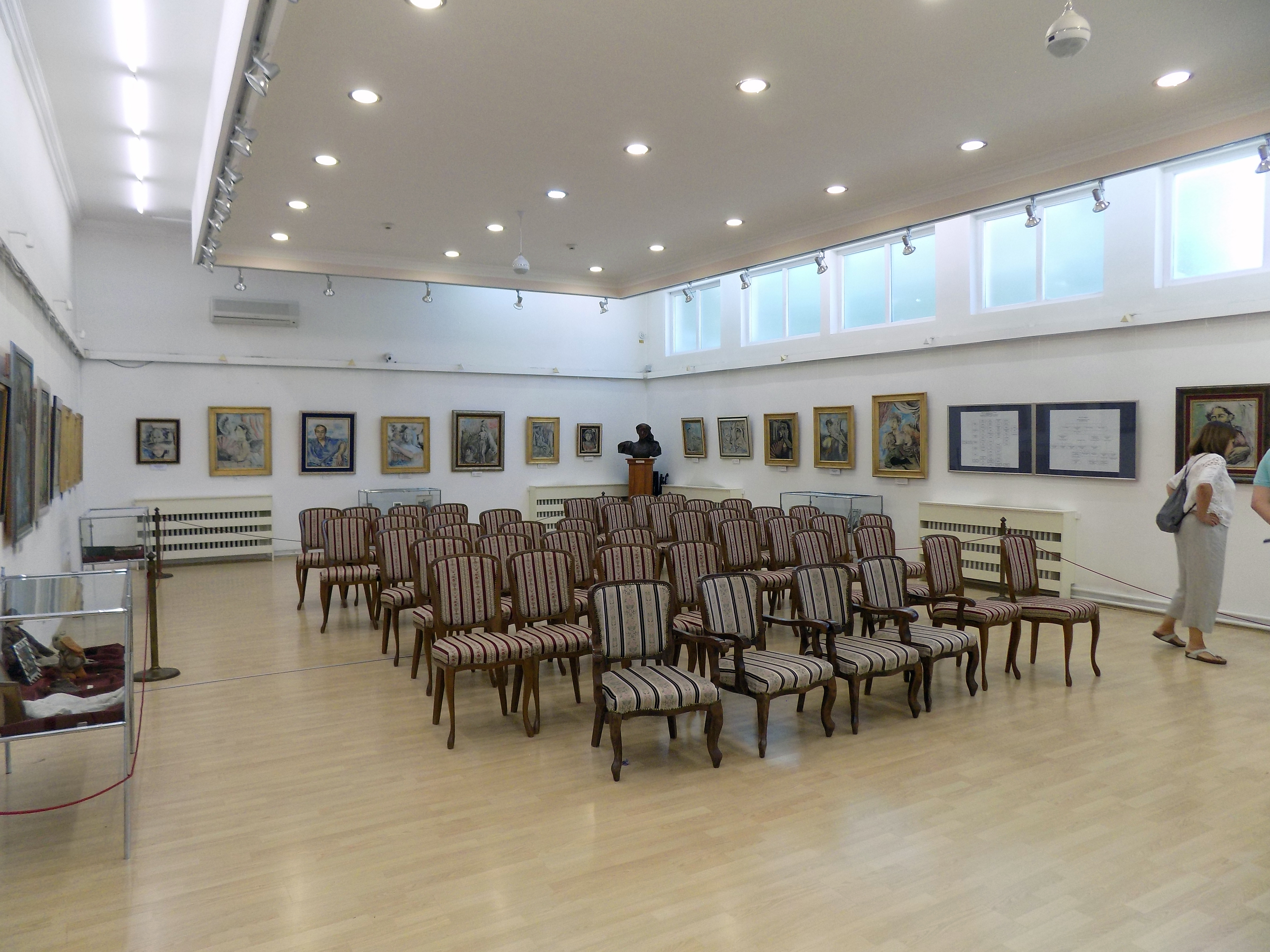
Lucrările lui Pavlović-Barili în Galeria Milena Pavlović-Barili din Požarevac.

Subiectele operei sale au variat de la portrete la interpretări imaginative ale poveștilor biblice. Motivele includeau adesea situații de vis, voaluri, îngeri, statui ale zeiței Venus și arlechini. Multe dintre lucrările sale fac parte din expoziții permanente la Roma, New York, Muzeul de Artă Contemporană din Belgrad și orașul natal Požarevac, unde casa în care s-a născut a fost transformată într-un muzeu în cinstea ei.  În 1943, opera lui Pavlović-Barili a fost inclusă în spectacolul lui Peggy Guggenheim Expoziție de 31 de femei la galeria Art of This Century din New York.

## Moștenire
S-a născut în Požarevac, iar casa în care s-a născut este acum muzeul „Galeria Milena Pavlović-Barili”, dedicat vieții sale.

## Galerie

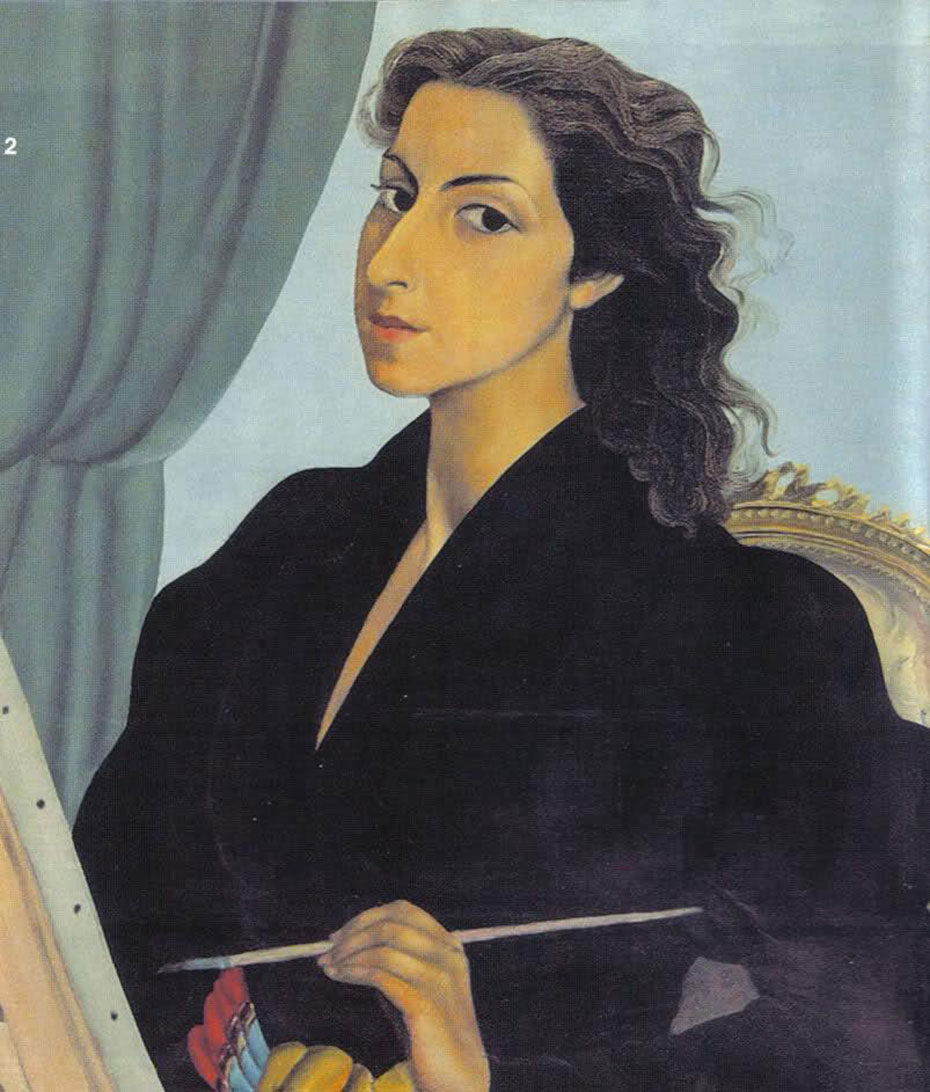
Autoportret, 1938
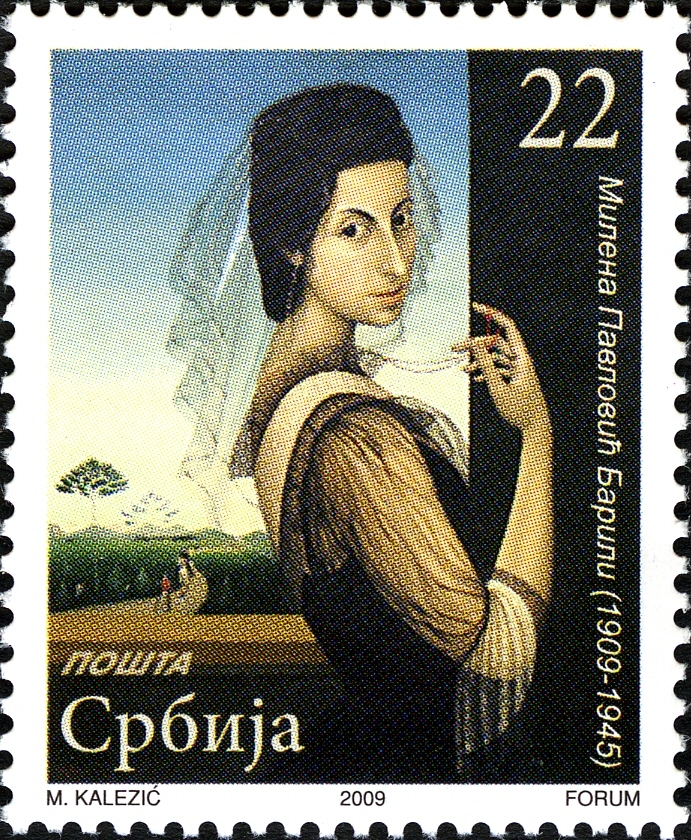
Autoportret, 1939
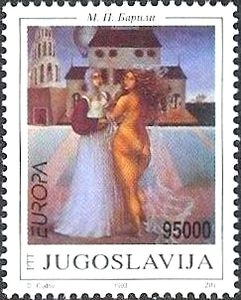
Act cu oglindă
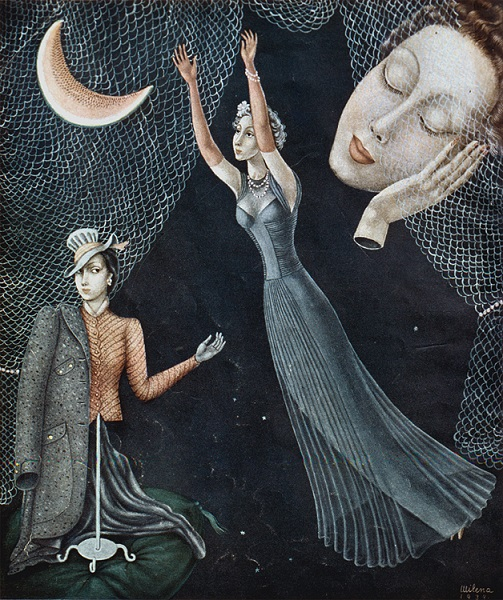
Roz fierbinte cu gri rece, 1940
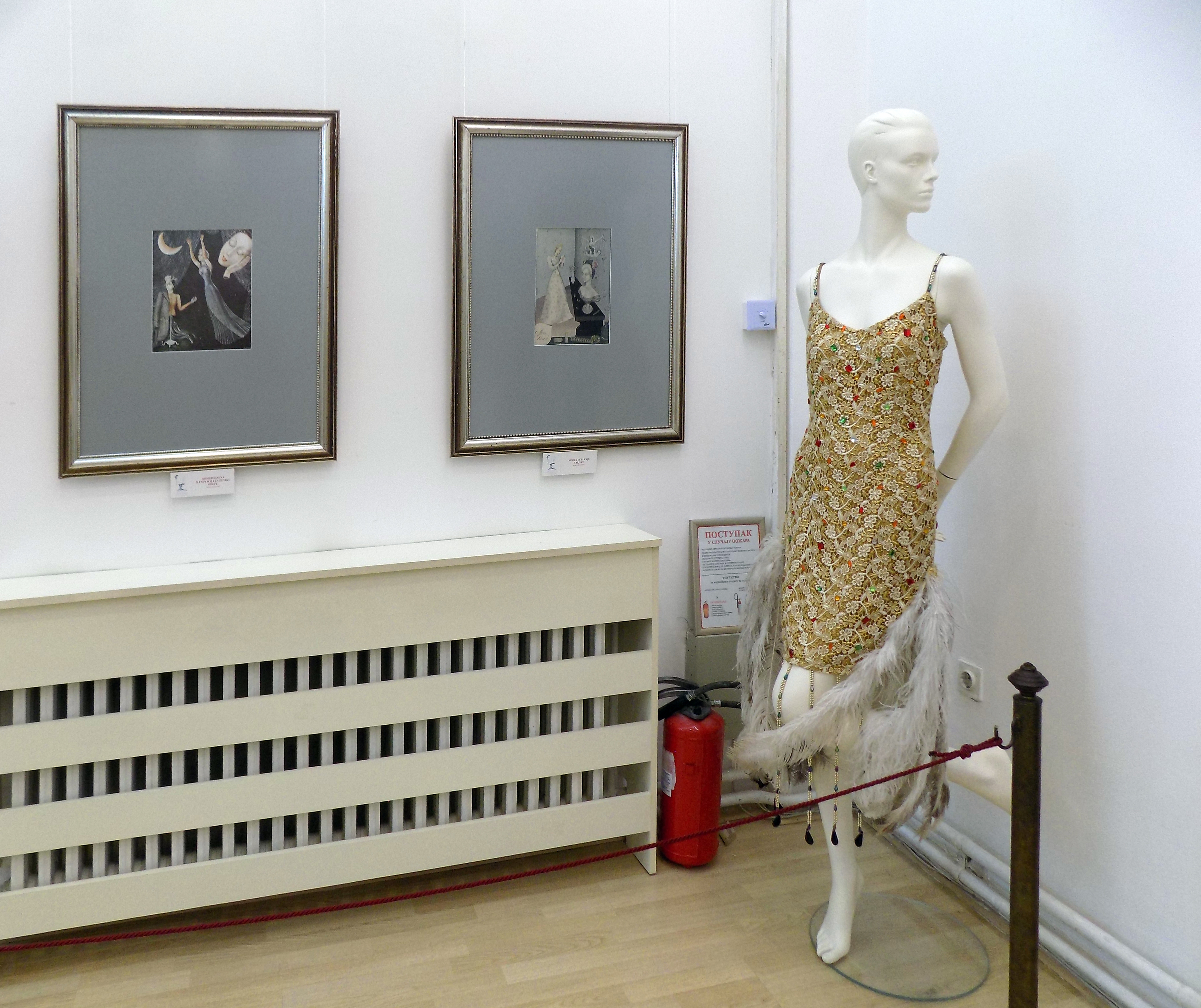
Primele pagini ale revistei „Vogue” și una dintre rochiile create de Milena
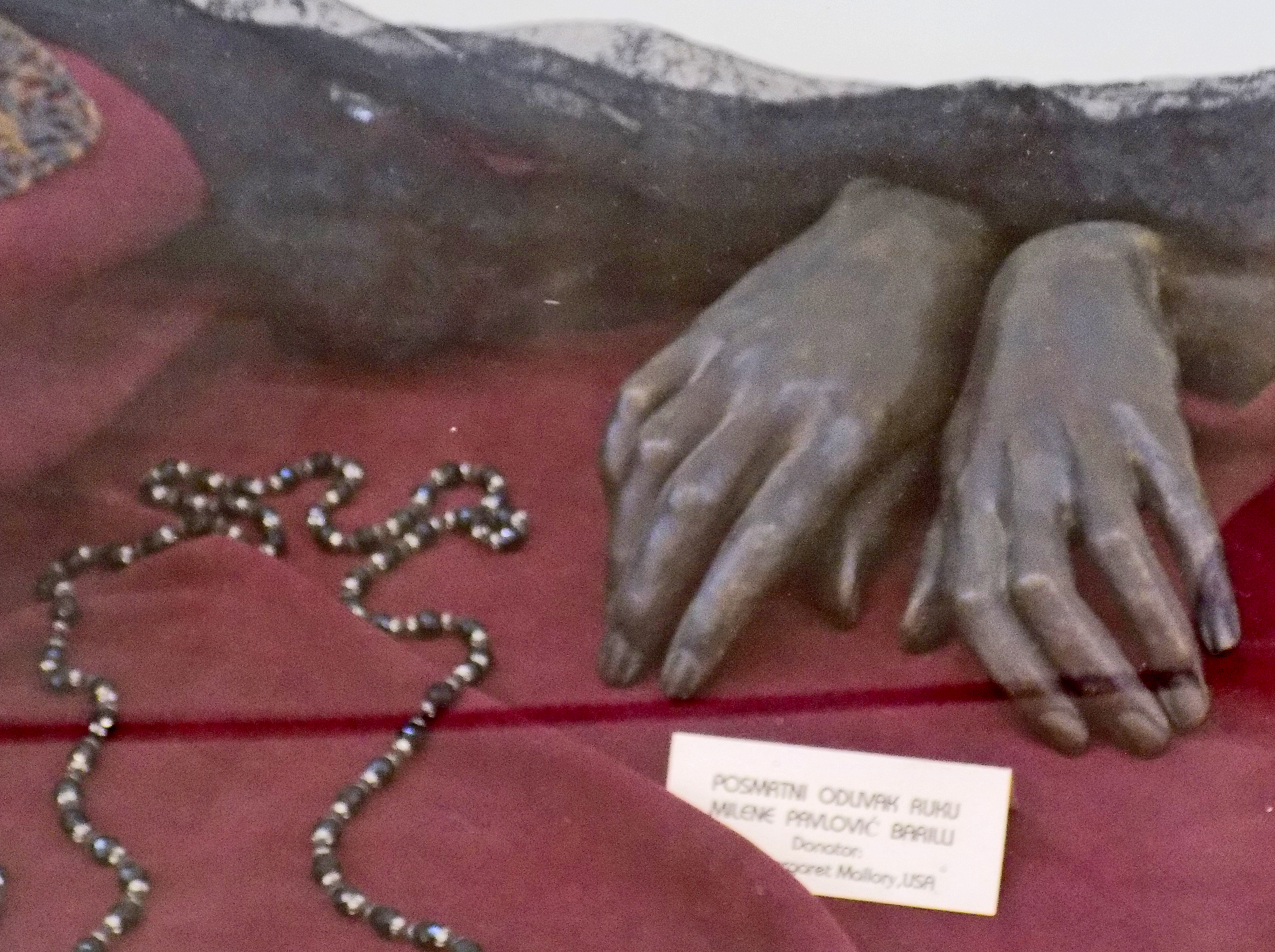
Mulaj postum al mâinilor Milenei